# Langhien
| Systeem Periode                          | Serie Tijdvak | Etage Tijdsnede | Ouderdom (Ma) |
| ---------------------------------------- | ------------- | --------------- | ------------- |
| Kwartair                                 | Pleistoceen   | Gelasien        | jonger        |
| Neogeen                                  | Plioceen      | Piacenzien      | 2,58–3,600    |
| Neogeen                                  | Plioceen      | Zanclien        | 3,600–5,333   |
| Neogeen                                  | Mioceen       | Messinien       | 5,333–7,246   |
| Neogeen                                  | Mioceen       | Tortonien       | 7,246–11,62   |
| Neogeen                                  | Mioceen       | Serravallien    | 11,62–13,82   |
| Neogeen                                  | Mioceen       | Langhien        | 13,82–15,97   |
| Neogeen                                  | Mioceen       | Burdigalien     | 15,97–20,44   |
| Neogeen                                  | Mioceen       | Aquitanien      | 20,44–23,03   |
| Paleogeen                                | Oligoceen     | Chattien        | ouder         |
| Indeling van het Neogeen volgens de ICS. |               |                 |               |

Het Langhien (Vlaanderen: Langhiaan) is in de geologische tijdschaal een tijdsnede in het Mioceen. Het Langhien duurde van 15,97 tot 13,82 Ma. Het komt na het Burdigalien en na het Langhien komt het Serravallien.

## Naamgeving en definitie
Het Langhien werd in 1864 door de Italiaanse geoloog Lorenzo Pareto ingevoerd in de literatuur en is genoemd naar de Italiaanse streek Langhe in Piëmont.
De basis van het Langhien wordt gedefinieerd door het vroegste voorkomen van de planktonische foraminifeer Praeorbulina glomerosa en de top van de magnetische chronozone C5Cn.1n. De top (de basis van het Serravallien) wordt gedefinieerd door het laatste voorkomen van de nannoplanktonsoort Sphenolithus heteromorphus en ligt in de magnetische chronozone C5ABr. Er was in 2007 nog geen golden spike voor het Langhien vastgelegd.